# Казанское сельское поселение (Краснодарский край)
Казанское сельское поселение — муниципальное образование в составе Кавказского района Краснодарского края России.
В рамках административно-территориального устройства Краснодарского края ему соответствует Казанский сельский округ.
Административный центр и единственный населённый пункт — станица Казанская.

## Население
| 2010    | 2012    | 2013    | 2014    | 2015    | 2016    | 2017    |
| ------- | ------- | ------- | ------- | ------- | ------- | ------- |
| 10 991  | ↗10 995 | ↗11 093 | ↗11 194 | ↗11 329 | ↘11 328 | ↘11 323 |
| 2018    | 2019    | 2020    | 2021    | 2023    |         |         |
| ↘11 284 | ↘11 209 | ↘11 179 | ↗11 234 | ↘11 170 |         |         |